# Hydroptila waskesia
Hydroptila waskesia är en nattsländeart som beskrevs av Ross 1944. Hydroptila waskesia ingår i släktet Hydroptila och familjen smånattsländor. Inga underarter finns listade i Catalogue of Life.